# Woensdrecht (gemeente)

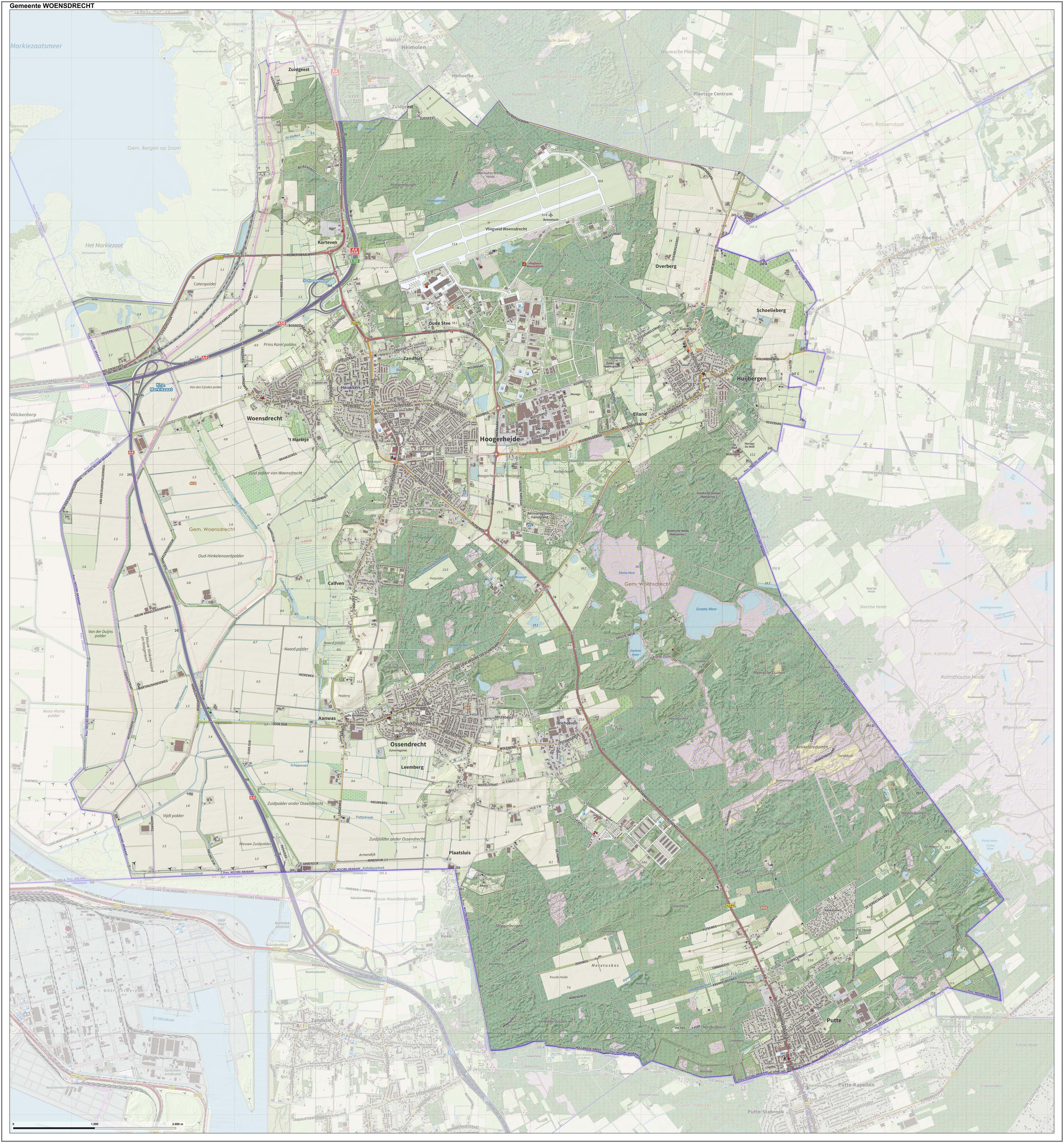
Topografische gemeentekaart van Woensdrecht, september 2022

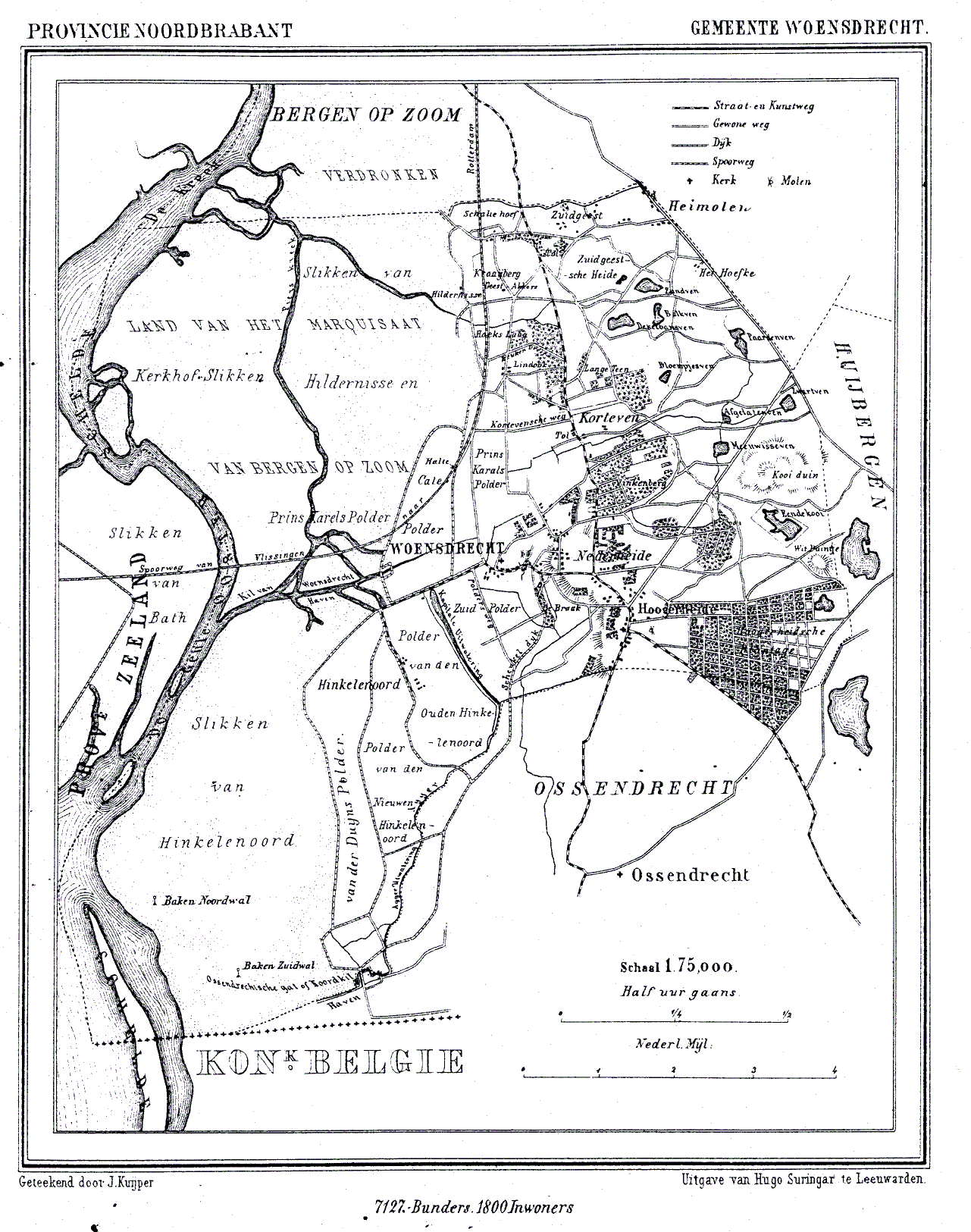
Woensdrecht in 1865

Woensdrecht (Brabants: Woeñzdrécht, uitspraakⓘ) is een Nederlandse gemeente in de provincie Noord-Brabant.
De gemeente bevindt zich in het uiterste zuidwesten van de provincie tegen de grens van Zeeland en de Belgische provincie Antwerpen. De gemeente ligt op de Brabantse Wal, heeft een oppervlakte van ongeveer 92 km² en telt 22.208 inwoners (22 november 2024, bron: CBS).
Voor de nieuwe gemeente Woensdrecht, die op 1 januari 1997 ontstond, was er een kleinere gemeente met dezelfde naam. De oppervlakte van deze gemeente bedroeg 33,25 km². De drie gemeenten die er destijds bij kwamen, waren Ossendrecht, Huijbergen en Putte.
Woensdrecht beschikte vanaf 1 juli 1868 over een spoorwegstation (station Woensdrecht). Op 15 mei 1938 werd het station voor de reizigersdienst gesloten.

## Kernen
| Woonplaats (BAG) | Inwoners 2023 |
| ---------------- | ------------- |
| Hoogerheide      | 9.435         |
| Huijbergen       | 2.065         |
| Ossendrecht      | 5.400         |
| Putte            | 3.845         |
| Woensdrecht      | 1.450         |

## Etymologie
Er zijn twee theorieën over de herkomst van het eerste deel van de naam, woen. De plaats is misschien vernoemd naar een persoon. Een tweede mogelijkheid, hoewel minder waarschijnlijk, is dat de plaats is vernoemd naar de Germaanse oppergod Wodan. Een drecht is een doorwaadbare plek of oversteekplaats in een rivier.

## Vliegbasis Woensdrecht
In de gemeente Woensdrecht ligt de Vliegbasis Woensdrecht, waarop ook de afdeling onderhoud was gevestigd van Aviolanda, later overgenomen door Fokker. Thans in handen van GKN  gekomen. In het midden van de jaren tachtig was de luchthaven aangewezen als plaats om met atoombommen geladen kruisraketten te plaatsen. Hier bestond landelijk protest tegen. Uiteindelijk werd van de plannen afgezien als gevolg van ontwapeningsbesprekingen tussen de Verenigde Staten en de toenmalige Sovjet-Unie.

## Politiek
De politieke toestand sinds de gemeenteraadsverkiezingen van 2018 ziet er als volgt uit:

### Gemeenteraad
De gemeenteraad van Woensdrecht bestaat uit 19 zetels. Hieronder de behaalde zetels per partij sinds de verkiezingen van 1998:
| Gemeenteraadszetels                | Gemeenteraadszetels | Gemeenteraadszetels | Gemeenteraadszetels | Gemeenteraadszetels | Gemeenteraadszetels | Gemeenteraadszetels | Gemeenteraadszetels |
| Partij                             | 1998                | 2002                | 2006                | 2010                | 2014                | 2018                | 2022                |
| ---------------------------------- | ------------------- | ------------------- | ------------------- | ------------------- | ------------------- | ------------------- | ------------------- |
| Algemeen Belang Zuidwesthoek (ABZ) | 8                   | 8                   | 5                   | 6                   | 7                   | 7                   | 8                   |
| CDA                                | 4                   | 5                   | 4                   | 4                   | 3                   | 4                   | 4                   |
| VVD                                | 4                   | 2                   | 2                   | 3                   | 3                   | 2                   | 2                   |
| D66                                | 1                   | 2                   | 3                   | 2                   | 2                   | 2                   | 2                   |
| Alle Kernen Troef (A.K.T.)         | -                   | -                   | -                   | 1                   | 2                   | 2                   | 2                   |
| PvdA                               | 2                   | 2                   | 5                   | 3                   | 2                   | 2                   | 1                   |
| Totaal                             | 19                  | 19                  | 19                  | 19                  | 19                  | 19                  | 19                  |
| Opkomst                            |                     |                     |                     | 53,90%              | 50,70%              | 50,40%              | 45,18%              |

### College van burgemeester en wethouders
Het college van burgemeester en wethouders sinds de verkiezingen van 2022 betreft een coalitie van ABZ, CDA en D66 en bestaat uit de volgende vijf politici:
- Burgemeester Steven Adriaansen (VVD)
- Wethouder Jeffrey van Agtmaal (CDA), eerste locoburgemeester
- Wethouder Rainier Schuurbiers (ABZ), tweede locoburgemeester
- Wethouder Thierry de Heer (D66), derde locoburgemeester
- Wethouder Arjan Buijsen (ABZ), vierde locoburgemeester

## Aangrenzende gemeenten
| Aangrenzende gemeenten | Aangrenzende gemeenten  | Aangrenzende gemeenten | Aangrenzende gemeenten | Aangrenzende gemeenten |
| ---------------------- | ----------------------- | ---------------------- | ---------------------- | ---------------------- |
|                        |                         | Bergen op Zoom         |                        | Roosendaal             |
|                        |                         |                        |                        |                        |
| Reimerswaal (Z)        | Essen (B) Kalmthout (B) |                        |                        |                        |
|                        |                         |                        |                        |                        |
| Antwerpen (B)          |                         | Stabroek (B)           |                        | Kapellen (B)           |

## Monumenten
In de gemeente zijn er een aantal rijksmonumenten, gemeentelijke monumenten, en oorlogsmonumenten, zie:
- Lijst van rijksmonumenten in Woensdrecht
- Lijst van gemeentelijke monumenten in Woensdrecht
- Lijst van oorlogsmonumenten in Woensdrecht

## Kunst in de openbare ruimte
In de gemeente Woensdrecht zijn diverse beelden en sculpturen geplaatst in de openbare ruimte, zie: Lijst van beelden in Woensdrecht. Een daarvan een vrijheidsmonument, dit wordt ook wel het vrijheidsbeeld van Woensdrecht genoemd.